# طائر الشوك الكبير
طائر الشوك الكبير (الاسم العلمي: Phacellodomus ruber)، هو نوع من الطيور يتبع جنس طائر الشوك ضمن فصيلة الفرنارية ضمن رتبة العصفوريات. يستوطن الباراغواي وبوليفيا والبرازيل والأرجنتين.